# Local del Centre Cultural de Cantallops
El Local del Centre Cultural de Cantallops és un edifici del municipi d'Avinyonet del Penedès (Alt Penedès) protegit com a bé cultural d'interès local. És una edificació aïllada de planta rectangular i coberta a dues aigües amb encavallada de fusta. Façana amb porta motllurada amb ull de bou. Porta amb frontó rodó. Obertures amb cornisa superior. Interior amb cafè i sala de ball amb escenari, amb motllura d'arc rebaixat amb les inicials del Centre Agrícola.